# وارن راينر
وارن راينر (بالإنجليزية: Warren Rayner)‏ هو لاعب كرة قدم بريطاني في مركز نصف الجناح، ولد في 24 أبريل 1957 في برادفورد في المملكة المتحدة. لعب مع نادي غاينسبورو ترينيتي.